# Bloodthirst
Albums de Cannibal Corpse
Gallery Of Suicide Live Cannibalism
Bloodthirst est le septième album du groupe de brutal death metal américain Cannibal Corpse. Après un Gallery Of Suicide considéré comme très mélodique pour du Cannibal Corpse par les fans, malgré son immense succès, Bloodthirst, sorti le 19 octobre 1999, revient dans l'hystérie pure et la brutalité sans faille. Comme à son habitude, le gang floridien a prévu une pochette censurée et une autre non censurée.

## Composition du groupe
- George « Corpsegrinder » Fisher : chant
- Jack Owen : guitare
- Pat O'Brien : guitare
- Alex Webster : basse
- Paul Mazurkiewicz : batterie

## Liste des chansons de l'album
1. Pounded Into Dust - 2:17
2. Dead Human Collection - 2:30
3. Unleashing The Bloodthirsty - 3:50
4. The Spine Splitter - 3:10
5. Ecstasy In Decay - 3:12
6. Raped By The Beast - 2:34
7. Coffinfeeder - 3:05
8. Hacksaw Decapitation - 4:12
9. Blowtorch Slaughter - 2:33
10. Sickening Metamorphosis - 3:24
11. Condemned To Agony - 3:45

## En plus
Ce disque contient une plage CD-Rom/multimédia sur laquelle figure le clip de Sentenced To Burn : un clip en noir et blanc, volontairement 'cheap' et fait avec peu de moyens, car destiné à être diffusé sur MTV très tard la nuit.